# Rat (Seim)
Der Rat (russisch Рать) ist ein 40 km (32 km) langer, rechter Nebenfluss des Seim im Westen des europäischen Teils Russlands in der Oblast Kursk.
Er entspringt im Süden der Mittelrussischen Platte in der Nähe von Siedlung Plodowy und Dorf Osjorki (Rajon Schtschigry). Der Fluss mündet in der Nähe des Dorfes Aljabjewo im Rajon Kursk in den Seim.
Das Einzugsgebiet des Rat umfasst 655 km². Der wichtigste Ort an diesem Fluss ist das Dorf Bessedino.
Historisch war der Fluss eine natürliche Verteidigung gegen Tataren, und an seinem Ufer befanden sich intensive Bewegungen der Truppen. Der Name des Flusses in der alten Sprache bedeutet „Krieg“ oder „Armee“. Rückstände der Steinerfestigung wurden über dem Fluss entdeckt.